# Strasburg (Dacota do Norte)
Strasburg é uma cidade localizada no estado norte-americano de Dacota do Norte, no Condado de Emmons.

## Demografia
Segundo o censo norte-americano de 2000, a sua população era de 549 habitantes.
Em 2006, foi estimada uma população de 469, um decréscimo de 80 (-14.6%).

## Geografia
De acordo com o United States Census Bureau tem uma área de
0,8 km², dos quais 0,8 km² cobertos por terra e 0,0 km² cobertos por água.

## Localidades na vizinhança
O diagrama seguinte representa as localidades num raio de 36 km ao redor de Strasburg.